# Alexandru Maxim
Alexandru Iulian Maxim (Piatra Neamț, 8 luglio 1990) è un calciatore rumeno, centrocampista del Gaziantep.

## Statistiche

### Cronologia presenze e reti in nazionale
| Cronologia completa delle presenze e delle reti in nazionale ― Romania | Cronologia completa delle presenze e delle reti in nazionale ― Romania | Cronologia completa delle presenze e delle reti in nazionale ― Romania | Cronologia completa delle presenze e delle reti in nazionale ― Romania | Cronologia completa delle presenze e delle reti in nazionale ― Romania | Cronologia completa delle presenze e delle reti in nazionale ― Romania | Cronologia completa delle presenze e delle reti in nazionale ― Romania | Cronologia completa delle presenze e delle reti in nazionale ― Romania |
| Data                                                                   | Città                                                                  | In casa                                                                | Risultato                                                              | Ospiti                                                                 | Competizione                                                           | Reti                                                                   | Note                                                                   |
| ---------------------------------------------------------------------- | ---------------------------------------------------------------------- | ---------------------------------------------------------------------- | ---------------------------------------------------------------------- | ---------------------------------------------------------------------- | ---------------------------------------------------------------------- | ---------------------------------------------------------------------- | ---------------------------------------------------------------------- |
| 30-5-2012                                                              | Lucerna                                                                | Svizzera                                                               | 0 – 1                                                                  | Romania                                                                | Amichevole                                                             | -                                                                      | 82’                                                                    |
| 5-6-2012                                                               | Innsbruck                                                              | Austria                                                                | 0 – 0                                                                  | Romania                                                                | Amichevole                                                             | -                                                                      | 86’                                                                    |
| 11-9-2012                                                              | Bucarest                                                               | Romania                                                                | 4 – 0                                                                  | Andorra                                                                | Qual. Mondiali 2014                                                    | 1                                                                      | 80’                                                                    |
| 14-11-2012                                                             | Bucarest                                                               | Romania                                                                | 2 – 1                                                                  | Belgio                                                                 | Amichevole                                                             | 1                                                                      | 46’                                                                    |
| 2-2-2013                                                               | Malaga                                                                 | Polonia                                                                | 4 – 1                                                                  | Romania                                                                | Amichevole                                                             | -                                                                      | 46’                                                                    |
| 6-2-2013                                                               | Malaga                                                                 | Romania                                                                | 3 – 2                                                                  | Australia                                                              | Amichevole                                                             | -                                                                      | 73’                                                                    |
| 22-3-2013                                                              | Budapest                                                               | Ungheria                                                               | 2 – 2                                                                  | Romania                                                                | Qual. Euro 2016                                                        | -                                                                      | 66’                                                                    |
| 14-8-2013                                                              | Bucarest                                                               | Romania                                                                | 1 – 1                                                                  | Slovacchia                                                             | Amichevole                                                             | -                                                                      | 46’                                                                    |
| 6-9-2013                                                               | Bucarest                                                               | Romania                                                                | 3 – 0                                                                  | Ungheria                                                               | Qual. Mondiali 2014                                                    | -                                                                      | 64’                                                                    |
| 10-19-2013                                                             | Bucarest                                                               | Romania                                                                | 0 – 2                                                                  | Turchia                                                                | Qual. Mondiali 2014                                                    | -                                                                      | 46’                                                                    |
| 11-10-2013                                                             | Andorra la Vella                                                       | Andorra                                                                | 0 – 4                                                                  | Romania                                                                | Qual. Mondiali 2014                                                    | -                                                                      | 69’                                                                    |
| 15-11-2013                                                             | Atene                                                                  | Grecia                                                                 | 3 – 1                                                                  | Romania                                                                | Qual. Mondiali 2014                                                    | -                                                                      | 87’                                                                    |
| 19-11-2013                                                             | Bucarest                                                               | Romania                                                                | 1 – 1                                                                  | Grecia                                                                 | Qual. Mondiali 2014                                                    | -                                                                      |                                                                        |
| 5-3-2014                                                               | Bucarest                                                               | Romania                                                                | 0 – 0                                                                  | Argentina                                                              | Amichevole                                                             | -                                                                      | 46’                                                                    |
| 31-5-2014                                                              | Yverdon                                                                | Albania                                                                | 0 – 1                                                                  | Romania                                                                | Amichevole                                                             | -                                                                      | 83’                                                                    |
| 4-6-2014                                                               | Lancy                                                                  | Algeria                                                                | 2 – 1                                                                  | Romania                                                                | Amichevole                                                             | -                                                                      | 72’                                                                    |
| 7-9-2014                                                               | Atene                                                                  | Grecia                                                                 | 0 – 1                                                                  | Romania                                                                | Qual. Euro 2016                                                        | -                                                                      | 68’                                                                    |
| 11-10-2014                                                             | Bucarest                                                               | Romania                                                                | 1 – 1                                                                  | Ungheria                                                               | Qual. Euro 2016                                                        | -                                                                      | 84’                                                                    |
| 14-11-2014                                                             | Bucarest                                                               | Romania                                                                | 2 – 0                                                                  | Irlanda del Nord                                                       | Qual. Euro 2016                                                        | -                                                                      | 58’ 77’                                                                |
| 18-11-2014                                                             | Bucarest                                                               | Romania                                                                | 2 – 0                                                                  | Danimarca                                                              | Amichevole                                                             | -                                                                      | 65’                                                                    |
| 29-3-2015                                                              | Ploiești                                                               | Romania                                                                | 1 – 0                                                                  | Fær Øer                                                                | Qual. Euro 2016                                                        | -                                                                      |                                                                        |
| 13-6-2015                                                              | Belfast                                                                | Irlanda del Nord                                                       | 0 – 0                                                                  | Romania                                                                | Qual. Euro 2016                                                        | -                                                                      |                                                                        |
| 4-9-2015                                                               | Budapest                                                               | Ungheria                                                               | 0 – 0                                                                  | Romania                                                                | Qual. Euro 2016                                                        | -                                                                      | 89’                                                                    |
| 7-9-2015                                                               | Bucarest                                                               | Romania                                                                | 0 – 0                                                                  | Grecia                                                                 | Qual. Euro 2016                                                        | -                                                                      | 84’                                                                    |
| 8-10-2015                                                              | Bucarest                                                               | Romania                                                                | 1 – 1                                                                  | Finlandia                                                              | Qual. Euro 2016                                                        | -                                                                      | 60’                                                                    |
| 11-10-2015                                                             | Tórshavn                                                               | Fær Øer                                                                | 0 – 3                                                                  | Romania                                                                | Qual. Euro 2016                                                        | 1                                                                      | 78’                                                                    |
| 17-11-2015                                                             | Bologna                                                                | Italia                                                                 | 2 – 2                                                                  | Romania                                                                | Amichevole                                                             | -                                                                      | 46’                                                                    |
| 25-5-2016                                                              | Como                                                                   | RD del Congo                                                           | 1 – 1                                                                  | Romania                                                                | Amichevole                                                             | -                                                                      | 59’                                                                    |
| 29-5-2016                                                              | Torino                                                                 | Romania                                                                | 3 – 4                                                                  | Ucraina                                                                | Amichevole                                                             | -                                                                      | 57’ 90’                                                                |
| 1-9-2017                                                               | Bucarest                                                               | Romania                                                                | 1 – 0                                                                  | Armenia                                                                | Qual. Mondiali 2018                                                    | 1                                                                      | 81’                                                                    |
| 4-9-2017                                                               | Podgorica                                                              | Montenegro                                                             | 1 – 0                                                                  | Romania                                                                | Qual. Mondiali 2018                                                    | -                                                                      |                                                                        |
| 7-9-2018                                                               | Ploiești                                                               | Romania                                                                | 0 – 0                                                                  | Montenegro                                                             | UEFA Nations League 2018-2019 - 1º turno                               | -                                                                      |                                                                        |
| 11-10-2018                                                             | Vilnius                                                                | Lituania                                                               | 1 – 2                                                                  | Romania                                                                | UEFA Nations League 2018-2019 - 1º turno                               | 1                                                                      | 78’                                                                    |
| 14-10-2018                                                             | Bucarest                                                               | Romania                                                                | 0 – 0                                                                  | Serbia                                                                 | UEFA Nations League 2018-2019 - 1º turno                               | -                                                                      | 45’ 71’                                                                |
| 17-11-2018                                                             | Ploiești                                                               | Romania                                                                | 3 – 0                                                                  | Lituania                                                               | UEFA Nations League 2018-2019 - 1º turno                               | -                                                                      |                                                                        |
| 20-11-2018                                                             | Podgorica                                                              | Montenegro                                                             | 0 – 1                                                                  | Romania                                                                | UEFA Nations League 2018-2019 - 1º turno                               | -                                                                      |                                                                        |
| 7-6-2019                                                               | Oslo                                                                   | Norvegia                                                               | 2 – 2                                                                  | Romania                                                                | Qual. Euro 2020                                                        | -                                                                      | 71’                                                                    |
| 10-6-2019                                                              | Ta' Qali                                                               | Malta                                                                  | 0 – 4                                                                  | Romania                                                                | Qual. Euro 2020                                                        | -                                                                      | 75’                                                                    |
| 5-9-2019                                                               | Bucarest                                                               | Romania                                                                | 1 – 2                                                                  | Spagna                                                                 | Qual. Euro 2020                                                        | -                                                                      | 71’                                                                    |
| 4-9-2020                                                               | Bucarest                                                               | Romania                                                                | 1 – 1                                                                  | Irlanda del Nord                                                       | UEFA Nations League 2020-2021 - 1º turno                               | -                                                                      |                                                                        |
| 7-9-2020                                                               | Vienna                                                                 | Austria                                                                | 2 – 3                                                                  | Romania                                                                | UEFA Nations League 2020-2021 - 1º turno                               | 1                                                                      |                                                                        |
| 8-10-2020                                                              | Reykjavík                                                              | Islanda                                                                | 2 – 1                                                                  | Romania                                                                | Qual. Euro 2020                                                        | 1                                                                      | 36’ 80’                                                                |
| 11-10-2020                                                             | Oslo                                                                   | Norvegia                                                               | 4 – 0                                                                  | Romania                                                                | UEFA Nations League 2020-2021 - 1º turno                               | -                                                                      | 75’                                                                    |
| 14-10-2020                                                             | Ploiești                                                               | Romania                                                                | 0 – 1                                                                  | Austria                                                                | UEFA Nations League 2020-2021 - 1º turno                               | -                                                                      | 62’                                                                    |
| 11-11-2020                                                             | Bucarest                                                               | Romania                                                                | 5 – 3                                                                  | Bielorussia                                                            | UEFA Nations League 2020-2021 - 1º turno                               | -                                                                      | 57’                                                                    |
| 18-11-2020                                                             | Belfast                                                                | Irlanda del Nord                                                       | 1 – 1                                                                  | Romania                                                                | UEFA Nations League 2020-2021 - 1º turno                               | -                                                                      | 64’                                                                    |
| 25-3-2021                                                              | Bucarest                                                               | Romania                                                                | 3 – 2                                                                  | Macedonia del Nord                                                     | Qual. Mondiali 2022                                                    | -                                                                      | 76’ 90’                                                                |
| 28-3-2021                                                              | Bucarest                                                               | Romania                                                                | 0 – 1                                                                  | Germania                                                               | Qual. Mondiali 2022                                                    | -                                                                      | 83’                                                                    |
| 31-3-2021                                                              | Erevan                                                                 | Armenia                                                                | 3 – 2                                                                  | Romania                                                                | Qual. Mondiali 2022                                                    | -                                                                      | 59’ 73’                                                                |
| 2-6-2021                                                               | Ploiești                                                               | Romania                                                                | 1 – 2                                                                  | Georgia                                                                | Amichevole                                                             | -                                                                      | 58’                                                                    |
| 8-10-2021                                                              | Amburgo                                                                | Germania                                                               | 2 – 1                                                                  | Romania                                                                | Qual. Mondiali 2022                                                    | -                                                                      | 60’                                                                    |
| 11-11-2021                                                             | Bucarest                                                               | Romania                                                                | 0 – 0                                                                  | Islanda                                                                | Qual. Mondiali 2022                                                    | -                                                                      | 77’                                                                    |
| 14-11-2021                                                             | Vaduz                                                                  | Liechtenstein                                                          | 0 – 2                                                                  | Romania                                                                | Qual. Mondiali 2022                                                    | -                                                                      | 63’                                                                    |
| 25-3-2022                                                              | Bucarest                                                               | Romania                                                                | 0 – 1                                                                  | Grecia                                                                 | Amichevole                                                             | -                                                                      | 62’                                                                    |
| 4-6-2022                                                               | Podgorica                                                              | Montenegro                                                             | 2 – 0                                                                  | Romania                                                                | UEFA Nations League 2022-2023 - 1º turno                               | -                                                                      | 46’                                                                    |
| 7-6-2022                                                               | Zenica                                                                 | Bosnia ed Erzegovina                                                   | 1 – 0                                                                  | Romania                                                                | UEFA Nations League 2022-2023 - 1º turno                               | -                                                                      | 74’                                                                    |
| 14-6-2022                                                              | Bucarest                                                               | Romania                                                                | 0 – 3                                                                  | Montenegro                                                             | UEFA Nations League 2022-2023 - 1º turno                               | -                                                                      | 46’                                                                    |
| Totale                                                                 |                                                                        | Presenze                                                               | 57                                                                     |                                                                        | Reti                                                                   | 7                                                                      |                                                                        |

## Palmarès

### Club

#### Competizioni nazionali
- Campionato tedesco di seconda divisione: 1

Stoccarda: 2016-2017